# Topplösa
Topplösa (Lysimachia thyrsiflora) är en art i familjen ardisiaväxter. Arten förekommer i hela den norra tempererade zonen och växer på fuktig eller blöt mark, t.ex. kärr eller fuktiga ängar.
Flerårig ört, 30–80 cm med krypande jordstam. Stjälkar upprätta, vanligen ogrenade, blek, ofta röd- eller svartfläckig, kal nedtill, luden upptill. Blad motsatta, oskaftade eller mycket kortskaftade, lansettlika till smal elliptiska 5-15 × 0,6–2 cm, med små insänkta rödaktiga körtelprickar. De nedersta bladen är tillbakabildade och fjäll-lika.
Blommorna kommer i täta klasar som är huvud- eller axlika. De sitter på långa skaft i de mellersta bladvecken. Kronan är gul, ca 5 mm lång, djupt kluven med 5-7, smala flikar. Ståndare vanligen sex, oftast är längre än kronflikarna. Frukten är en kapsel, ca 2,5 mm i diameter.

## Synonymer
- Lysimachia capitata Pursh, 1814
- Lysimachia capitellata Raf., 1808
- Lysimachia kamtschatica Gand., 1918
- Lysimachia thyrsiflora var. verticillata Rouy, 1908
- Naumburgia guttata Moench, 1802 nom. illeg.
- Naumburgia thyrsiflora (L.) Reichenbach, 1831
- Thyrsanthus palustris Schrank, 1814 nom. illeg.